# William Lanigan
William Lanigan (* Mai 1820 in Lisdaleen, County Tipperary, Irland; † 13. Juni 1900 in Goulburn, New South Wales) war ein römisch-katholischer Bischof.

## Leben
William Lanigan wurde Mai 1820 in Lisdaleen im County Tipperary als Sohn von Thomas Lanigan und dessen Frau Brigid Anastasia (geborene Dauton) geboren. Er besuchte das St Patrick's College in Thurles sowie das gleichnamige College in Maynooth. In Maynooth empfing er am 8. April 1848 die Priesterweihe. Danach war er vor allem in Kilcummin und Bansha tätig. Im Jahr 1859 machte sich Lanigan auf Einladung von Erzdiakon John McEncroe auf den Weg nach Sydney, wo er schließlich im Dezember ankam und sogleich mit Father Michael McAlroy in Goulburn tätig wurde. Im Jahr 1861 wurde er in Berrima tätig.
Am 19. April 1867 wurde Lanigan zum neuen Bischof von Goulburn ernannt. Der Bischofssitz war seit dem Tod von Bischof Patrick Bonaventure Geoghegan im Jahr 1864 vakant gewesen. Am 2. Juni 1867 spendete ihm der Bischof von Brisbane, James Quinn, in der Goulburn Cathedral die Bischofsweihe, Mitkonsekratoren waren der Bischof von Bathurst, Matthew Quinn, und der Bischof von Maitland, James Murray.
Lanigan starb am 13. Juni 1900 in Goulburn im Alter von 80 Jahren an Altersschwäche und wurde in der Saints Peter’s and Paul’s Cathedral beigesetzt.